# Angelo biondo (film)
Angelo biondo (The Arizona Kid) è un film del 1930 prodotto dalla Fox Film Corporation e diretto da Alfred Santell.
Si tratta del primo di tre sequel al vincitore dell'Oscar In Old Arizona (1929), da parte di Warner Baxter nel ruolo di Arizona Kid (un personaggio basato su Cisco Kid di O. Henry). L'attrice Carole Lombard era ad uno dei suoi primi ruoli.
Il film ebbe grande successo di pubblico.